# Präz
Pour les articles homonymes, voir Praz.
Präz est une localité de Cazis et une ancienne commune suisse du canton des Grisons. Depuis le 1er janvier 2010, la commune de Präz a intégré la commune de Cazis comme les communes de Tartar, de Sarn et de Portein. Son ancien numéro OFS est le 3665.